# IV. třída okresu Bruntál
IV. třída okresu Bruntál tvořila společně s ostatními skupinami čtvrté třídy nejnižší (desátou nejvyšší) fotbalovou soutěž v České republice. Byla řízena Okresním fotbalovým svazem Bruntál. Hrála se každý rok od léta do jara se zimní přestávkou, počet účastníků nebyl stálý. Zanikla po sezoně 2010/11. Vítěz postupoval do III. třídy okresu Bruntál.

## Vítězové

### IV. třída okresu Bruntál skupina A
| Ročník  | Vítězný tým                    |
| ------- | ------------------------------ |
| 2004/05 | TJ Sokol Vrbno pod Pradědem    |
| 2005/06 | Soutěž se nehrála.             |
| 2006/07 | Soutěž se nehrála.             |
| 2007/08 | Soutěž se nehrála.             |
| 2008/09 | TJ Tatran Holčovice            |
| 2009/10 | FK Hošťálkovy                  |
| 2010/11 | FK Avízo Město Albrechtice „B“ |

### IV. třída okresu Bruntál skupina B
| Ročník  | Vítězný tým               |
| ------- | ------------------------- |
| 2004/05 | AK Velká Štáhle           |
| 2005/06 | Soutěž se nehrála.        |
| 2006/07 | Soutěž se nehrála.        |
| 2007/08 | Soutěž se nehrála.        |
| 2008/09 | TJ Sokol Lomnice          |
| 2009/10 | TJ Kovohutě Břidličná „B“ |
| 2010/11 | TJ Spartak Dvorce         |